# Riscurile existențiale
Riscurile la adresa civilizației umane, oamenilor și planetei Pământ formează riscurile existențiale care ar putea amenința omenirea ca un întreg, cu posibile consecințe nefaste pentru cursul civilizației umane, sau chiar care pot provoca sfârșitul planetei Pământ.
Conceptul este exprimat în forme diverse, cum ar fi Sfârșitul lumii, Doomsday, Ragnarök, Ziua Judecății, Armagedon, Apocalipsa și altele.

## Tipuri de riscuri
Diverse riscuri există pentru umanitate, dar nu toate sunt egale. Riscurile pot fi clasificate în aproximativ șase tipuri bazate pe domeniul de aplicare (personale, regionale, globale) și intensitate (suportabil sau mortal). Următorul grafic oferă câteva exemple:
| Tipuri de riscuri | Tipuri de riscuri           | Tipuri de riscuri           |
|                   | Suportabile                 | Mortale (Definitive)        |
| ----------------- | --------------------------- | --------------------------- |
| Globale           | Mișcarea plăcilor tectonice | Radiație gamma în apropiere |
| Regionale         | Inundații                   | Creșterea nivelului mării   |
| Personale         | Atac                        | Moarte                      |

Riscurile discutate în acest articol sunt cel puțin globale și mortale în intensitate. Aceste tipuri de riscuri sunt cele unde un rezultat negativ ar anihila fie viață inteligentă de pe Pământ sau care să reducă definitiv și drastic potențialul său. Jamais Cascio a făcut un sistem alternativ de clasificare.

## Scenarii de viitor
Multe scenarii au fost sugerate. Unele spun că toată viața de pe Pământ va dispărea, dar într-un interval de timp foarte lung. Altele scenarii sunt pe un interval de timp mai scurt, dar fără distrugerea completă a civilizației. Unele scenarii sunt extrem de puțin probabile și altele chiar imposibile. De exemplu, Nick Bostrom spune:
Unele pericole prevăzute (deci nu sunt membre ale categoriei curente), care au fost excluse din listă pe motiv că ele par prea puțin probabil să provoace un dezastru definitiv la nivel mondial sunt: erupțiile solare, supernovele, exploziile de găuri negre sau fuziuni, exploziile razelor gamma, erupții din Centrul Galactic, acumularea de poluare în aer, pierderea treptată a fertilității omului, precum și diverse scenarii apocaliptice religioase. 

### Viitorul îndepărtat
Există o serie de teorii cosmologice cu privire la soarta finală a universului care exclud continuarea nedeterminată a vieții. Cele mai multe implică perioade de timp enorme, cu cifre mult mai mari decât vârsta actuală a universului (13,7 miliarde ani). O teorie acceptată pe scară largă este eventuala moarte termică a universului.
Teoria evoluției stelare prezice că Soarele nostru va epuiza rezervele sale de hidrogen și va deveni un gigant roșu în aproximativ 5 miliarde de ani, devenind de mii de ori mai luminos și își va pierde aproximativ 30% din masa sa actuală. Ignorând efectele mareelor, orbita Pământului ar ajunge la 1,7 UA (250.000.000 km) față de Soare. Acest lucru ar permite Pământului să scape, dar cu atmosfera exterioară subțiată, deși majoritatea vieții, dacă nu în totalitatea ei, ar pieri datorită proximității solare.
Dar în această teorie nu se ține seama de efectele mareelor. Cu toate acestea, un studiu mai recent sugerează că orbita Pământului se va dezintegra ca urmare a efectelor de atracție a mareelor, determinând planeta noastră să intre în atmosfera extinsă a Soarelui și să fie distrusă peste 7,6 miliarde de ani . Înainte de a fi înghițit de Soare, oceanele Pământului se vor evapora, iar Pământul va fi în cele din urmă distrus de către forțele de maree.

#### Impact meteoritic

Traiectoria obiectului trans-Neptunian 90377 Sedna. Aceste patru panouri arată localizarea obiectului trans-Neptunian 90377 Sedna, care se află în cel mai îndepărtat loc din sistemul solar. Numerotarea panourilor se face în sensul acelor de ceas, primul panou fiind în stânga sus, iar al patrulea sub el. Primul panou prezintă orbitele planetelor interioare și a lui Jupiter și centura de asteroizi. În panoul al doilea, Sedna este prezentat cu mult în afara orbitele lui Neptun și a obiectelor din Centura Kuiper. Orbita completă a obiectului Sedna este ilustrată în panoul al treia, împreună cu localizarea obiectului în 2004, în punctul său cel mai apropiat de Soare. Panoul final, care mărește imaginea și mai departe, arată această orbită eliptică mare cum intră în interiorul a ceea ce se credea a fi marginea sferică interioară a norului lui Oort, distribuția frigului și obiectele de gheață situate la limita de atracție gravitațională a Soarelui. Prezența lui Sedna sugerează că discul interior ecliptic anterior speculat există.

Pământul a intrat în coliziune cu mai mulți asteroizi mari în istoria recentă geologică. Un asteroid, de exemplu, a dus teoretic la dispariția dinozaurilor cu 65 de milioane de ani în urmă. În cazul în care un astfel de obiect lovește Pământul ar putea avea un impact grav asupra civilizației umane. Este chiar posibil că umanitatea să fie complet distrusă; pentru ca acest scenariu să se producă un asteroid ar trebui să aibă cel puțin 1 km (0,62 mile) în diametru, dar, probabil, între 3-10 km (2-6 mile). Asteroizi cu un diametru de 1 km au un impact cu Pământul, în medie, o dată la fiecare 500.000 ani. Asteroizi mai mari sunt mai puțin frecvenți în sistemul solar. Asteroizii așa numiții asteroizi din apropierea Pământului sunt în mod regulat observați. 
Peste 1,4 milioane ani steaua Gliese 710 este de așteptat să cauzeze o creștere a numărului de meteoriți din apropierea Pământului datorită trecerii sale la doar 1,1 ani lumină de Soare. Unele modele estimează că acest lucru va face ca un număr mare de comete din norul lui Oort să intre în coliziune cu Terra, în timp ce alte modele anticipa doar o creștere cu 5% a ratei de impact.

#### Alte cataclisme cosmice
O serie de alte scenarii au fost sugerate. Obiecte masive, ca de exemplu o stea, o planetă uriașă sau o gaură neagră, ar putea fi catastrofale în cazul în care vor fi întâlnite în apropierea sistemului solar. (Gravitația obiectelor rătăcitoare ar putea perturba orbitele și/sau mișcarea corpurilor cerești din sistemul solar, rezultând astfel un impact meteoritic sau schimbări climatice. De asemenea, căldura obiectelor rătăcitoare ar putea provoca extincții; forțele de maree ar putea cauza eroziunii de-a lungul coastelor terestre.) Un alt pericol ar putea veni de la exploziile razelor gamma. Ambele însă sunt foarte puțin probabile.
Totuși, alții văd viața extraterestră ca o amenințare posibilă a omenirii; deși viața extraterestră nu a fost niciodată găsită, oamenii de știință, cum ar fi Carl Sagan au postulat că existența vieții extraterestre este foarte probabilă. În 1969, în SUA, Legea expunerii extraterestre a fost adăugată în Codul de Reglementări Federale (Titlul 14, secțiunea 1211) ca răspuns la posibilitatea unei contaminării biologice ca rezultat al programului spațial american Apollo. Acestă lege a fost eliminată în 1991. Oamenii de știință consideră că un astfel de scenariu este tehnic posibil, dar foarte puțin probabil.
În aprilie 2008, s-a anunțat că s-au efectuat două simulări pe termen lung de mișcări planetare, una la Observatorul din Paris și alta la Universitatea din California, Santa Cruz. Acestea indică 1% șanse ca orbita lui Mercur să devină instabilă datorită atracției gravitaționale a lui Jupiter cândva în timpul duratei de viață normală a Soarelui. Dacă se va întâmpla acest lucru, simulările sugerează că un impact cu Pământul ar putea fi unul din cele patru rezultate posibile (celelalte fiind coliziunea planetei Mercur cu Soarele, coliziunea cu Venus, sau să fie aruncat din sistemul solar cu totul). Dacă Mercur s-ar ciocni cu Pământul, toată viața de pe Pământ ar dispărea și impactul poate deplasa suficientă materie pe orbită pentru a forma un nou satelit. Rețineți că un asteroid cu doar 15 km lățime ar fi distrus dinozaurii; Mercur are aproximativ 5.000 km în diametru.

### Pământul

#### Pandemie globală

Simbolul internațional de pericol de contaminare biologică

Un scenariu mai puțin previzibil este o pandemie la nivel mondial. De exemplu, în cazul în care HIV ar evolua și ar deveni transmisibil ca o răceală obișnuită, consecințele ar fi dezastruoase. Acesta a dus la emiterea ipotezei că un astfel de patogen extrem de virulent nu ar putea să evolueze. Acest lucru se datorează faptului că un agent patogen care ucide rapid gazdele sale ar putea să nu aibă timp suficient să se răspândească la oameni, în timp ce unul care ucide gazdele sale mult mai încet sau deloc va permite purtătorilor săi mai mult timp pentru răspândirea infecției. Modelul acesta simplificat prezice că virulența și transmisia nu sunt legate în nici un fel, agenții patogeni vor evolua numai în condițiile unei virulențe scăzute și cu o transmitere rapidă. Totuși această ipoteză nu este întotdeauna valabilă și în modelele mai complexe, în care nivelul de virulență și rata de transmitere sunt legate, niveluri ridicate de virulență pot apărea. Nivelul de virulență care este posibil este în schimb limitat de existența unei populații complexe de gazde, cu sensibilități diferite la infecții, în condițiile în care unele gazde sunt izolate geografic. Mărimea populației gazdă și a concurenței dintre diferitele tulpini de agenți patogeni pot modifica, de asemenea virulența. Interesant, un agent patogen care infectează oamenii doar ca o gazdă de obicei secundară și infectează o altă specie (Zoonosis) poate avea o constrângere redusă asupra virulenței la oameni, deoarece infecția aici este un eveniment accidental și evolutia ei, este acționată de evenimentele dintr-o altă specie.

#### Megatsunami
O altă posibilitate este un megatsunami. Un megatsunami ar putea, de exemplu, distruge întreaga Coastă de Est a Statelor Unite. Zonele de coastă din întreaga lume ar putea fi, de asemenea, inundate în caz de colaps a gheții Antarcticii de Vest. În timp ce niciuna dintre aceste scenarii nu sunt susceptibile de a distruge complet umanitatea, ele ar putea amenința civilizația regional. Recent a existat un val uriaș și fatal de tsunami, dar nu a fost suficient de mare pentru a fi considerat un megatsunami.

#### Dezastre ecologice

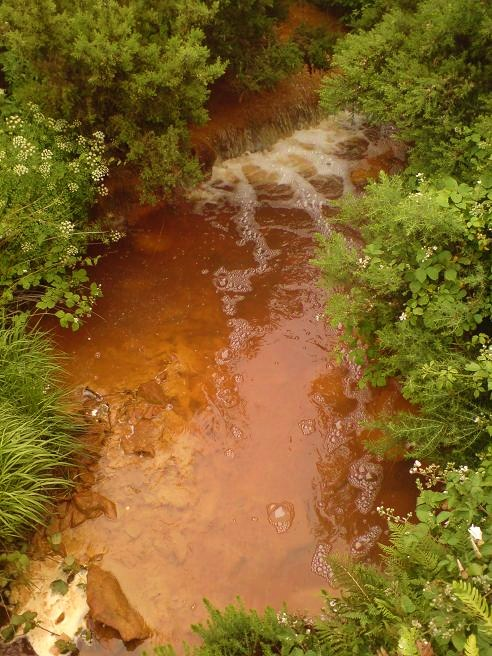
Un râu poluat de o mină de cupru abandonată din Anglesey, Țara Galilor.

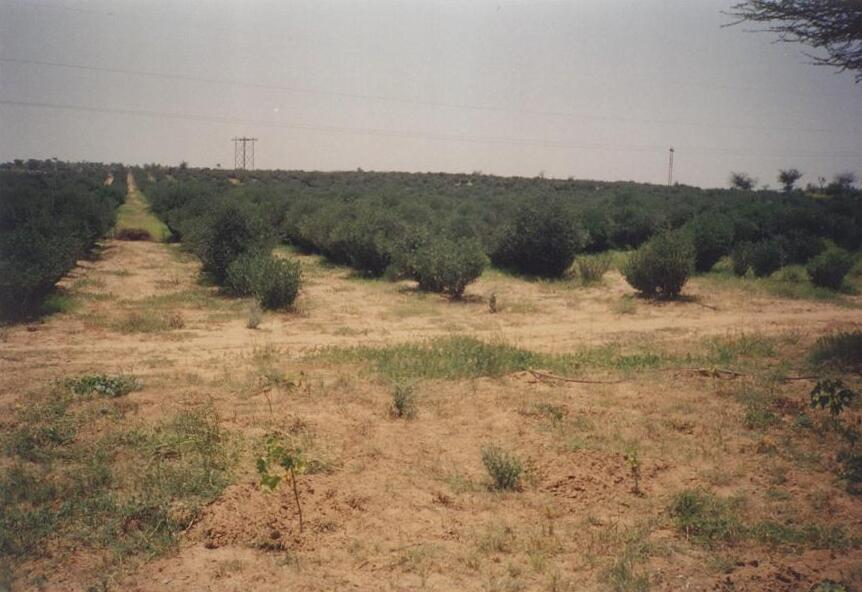
Plantarea de arbori Jojoba pentru a preveni deșertificarea, India

Un dezastru ecologic, cum ar fi pierderea la nivel mondial a recoltelor și a colapsului de servicii ale ecosistemului, ar putea fi indus în tendințele actuale de suprapopulare, dezvoltare economică și agricultură non-durabilă. Cele mai multe dintre aceste scenarii implică una sau mai multe dintre următoarele: evenimentul dispariției Holocenului, deficitul de apă, care ar face ca aproximativ o jumătate din populația Pământului să rămână fără apă potabilă, declinul polenizator, pescuitul excesiv, defrișări masive, deșertificări, schimbările climatice sau episoade masive de poluare a apei. O amenințare foarte recentă în această direcție este colapsul coloniilor de albine, un fenomen care ar putea prevesti iminenta dispariție a albinelor. Cum albinele joacă un rol vital în polenizare, dispariția lor ar putea perturba grav lanțul alimentar.

#### Populația lumii și criza agricolă
Secolul al XX-lea a văzut o creștere rapidă a populației umane din cauza progreselor în medicină și creșterii masive a productivității agricole efectuate de către Revoluția Verde. Între 1950 și 1984, cum Revoluția verde a transformat agricultura de pe glob, producția de grâne a lumii a crescut cu 250%. Revoluția verde în agricultură a făcut ca producția de alimente să țină pasul cu creșterea populației la nivel mondial. Energia necesară Revoluției verzi a fost furnizată de combustibilii fosili, sub forma de îngrășăminte (gaze naturale), pesticide (petrol), hidrocarburi și alimentate de irigare. David Pimentel, profesor de ecologie și agricultură la Universitatea Cornell, și Mario Giampietro, cercetător principal la Institutul Național de Cercetare pentru Alimentație și Nutriție (INRAN), au afirmat în studiul lor alimentar că terenurile agricole nord-americane pot susține într-o economie stabilă o populație de maxim 200 milioane. Pentru a realiza o economie durabilă și a evita dezastrul, Statele Unite trebuie să reducă populația cu cel puțin o treime, la fel cum și populația lumii va trebui să fie redusă cu doua treimi, spune studiul. [31] Autorii acestui studiu cred că criza agricolă menționate va deveni critică în jurul anului 2050. Geologul Dale Allen Pfeiffer susține că următoarele decenii vor vedea o spirală a prețurilor la produsele alimentare, fără relief și foame masive la nivel global, cum nu au mai fost experimentat niciodată înainte.

#### Super-vulcanul
Când super-vulcanul de la Yellowstone a erupt ultima oară acum 640 mii de ani în urmă, magma și cenușa care a ieșit la Caldera a acoperit majoritatea Statelor Unite la vest de fluviul Mississippi și o parte din nord-estul Mexicului. O altă erupție ar putea amenința civilizația. O astfel de erupție ar putea elibera, de asemenea, cantități mari de gaze care ar putea modifica echilibrul de dioxid de carbon de pe planetă și ar putea provoca un efect de seră, sau suficiente deșeuri din piroclastic și alte materiale pot fi aruncate în atmosferă pentru a bloca parțial soarele și a provoca o iarnă vulcanică, așa cum s-a întâmplat în 1816, așa-numitul an fără vară. O astfel de erupție poate cauza moartea imediată a milioane de oameni aflați la câteva sute de mile de locul declanșării, și, probabil, miliarde de morți la nivel mondial din cauza musonului apărut, precum și distrugerea grânarului american, care ar provoca foamete pe o scară masivă.

### Omenirea
Unele amenințări la adresa existenței omenirii provin chiar din partea omenirii. 

#### Războiul și distrugerea în masă
Scenariile care au fost explorate cel mai frecvent sunt războiul nuclear și instrumente apocaliptice. Este dificil de prezis dacă aceasta ar extermina complet umanitatea, dar foarte sigur ar putea modifica civilizația în caz de iarnă nucleară.

#### Inteligența artificială
Altă categorie de dezastre sunt consecințele neprevăzute ale tehnologiei.
S-a sugerat despre computerele cu capacități de învățare că ar deveni rapid superinteligente și ar efectua acțiuni neprevăzute contra umanității sau că robotii ne-ar putea concura și înlătura.

#### Schimbările climatice și ecologia
S-a sugerat că încălzirea globală ar putea provoca schimbări climatice pe Pământ asemănătoare cu cele de pe Venus, care este nelocuibilă. În scenariile mai puțin extreme s-ar putea provoca sfârșitul civilizației. Potrivit unui raport climateric al ONU, ghețarii din Himalaya, care sunt surse de apă pentru râurile cele mai mari din Asia - Gange, Indus, Brahmaputra, Yangtze, Mekong, Salween și Fluviul Galben - ar putea dispărea până în 2350 odată cu creșterea temperaturilor, deși un anunț inițial a acestui raport în mod eronat a declarat data de 2035.

### Alte scenarii
- vârful petrolului (sau apogeul petrolului): Combustibilii fosili vor atinge un nivel maxim al deficitului înainte ca un înlocuitor viabil economic să fie conceput, ceea ce va duce în primul rând la tensionări economice, urmate de prăbușirea agriculturii moderne, apoi de foamete în masă.
- rezistența la antibiotice: Selecția naturală ar crea bacterii care sunt super rezistente la antibiotice, devastând populația lumii și cauzând un colaps global al civilizației
- oprirea Curentului Golfului: Există unele speculații că încălzirea globală ar putea duce și la o oprire sau încetinire a circulației termosaline care va declanșa o răcire în Atlanticul de Nord. Acest lucru ar afecta în special zonele din Irlanda, țările nordice și Marea Britanie, care sunt încălzite prin deplasarea Atlanticului de Nord.
- suprapopulare
- foamete
- accidente în cadrul unor experimente, cum ar fi de exemplu testul nuclear Trinity
- mutații: apariția pe scară largă a unor gene umane defecte sau dezavantajoase care ar putea cauza un declin catastrofal în calitatea vieții umane sau încetarea totală a acesteia.
- colaps economic
- extincție în masă
- supraconsum
- un hipercan care ar lovi omenirea. Un hipercan (engleză Hypercane) este o clasa ipotetică de ciclon tropical extrem care s-ar putea forma în cazul în care temperaturile oceanului ar ajunge la circa 50 °C (122 °F), care este cu 15 °C (27 °F) mai cald decât temperatura oceanică cea mai ridicată înregistrată vreodată.[27] O astfel de majorare a temperaturii ar putea fi cauzată de un impact cu un asteroid sau cu o cometă mare, de un vulcan uriaș, de o erupție super-vulcanică sau de o foarte extinsă încălzire globală. Există unele speculații că o serie de hipercane rezultate dintr-un impact cu un asteroid sau cu o cometă mare a contribuit la dispariția dinozaurilor. Termenul a fost inventat de omul de știință Kerry Emanuel în 1994, la MIT.

## Topul National Geographic Channel
Emisiunea NGC 10 Ways to End the World a prezentat un top al celor mai probabile zece variante de sfârșit al omenirii.

### 1. Biologia sintetică
interwiki en:Poliovirus#Cloning and synthesis
Doi cercetători americani au reasamblat virusul poliomielitei pentru a demonstra când de ușor se pot construi viruși la comandă. Comentatorul spunea că în viitor s-ar putea ca un echipament cumpărat de pe eBay la 1000 USD să permită construirea de viruși la comandă de către persoane particulare. Conform NGC, acesta este cel mai serios risc pentru supraviețuirea omenirii.

### 2. Mașini super-inteligente
Inginerii de inteligență artificială ar putea construi mașini super-inteligente care ar putea amenința omenirea. Conform comentatorului, din momentul în care ei vor crea o super-inteligență care ar putea deveni ostilă oamenilor sau indiferentă față de ei, din acel moment omenirea a pierdut partida.

### 3. Război apocaliptic
Primul Război Mondial a fost numit războiul armelor chimice. Al Doilea Război Mondial a fost războiul armei nucleare. Un viitor război mondial ar putea duce la extincția omenirii, datorită armelor foarte puternice care vor putea fi inventate în viitor. De exemplu arme nanotehnlogice ar putea devasta tot teritoriul inamic. Armele nucleare existente la ora actuală pot produce cel puțin trei ani de iarnă nucleară (trei ani de îngheț permanent).

### 4. Catastrofă climatică
O catastrofă climatică antropogenică ar putea amenința supraviețuirea omenirii. Un cercetător ceva mai optimist estima că o creștere a temperaturii de 4-8 grade Celsius este posibilă datorită emisiilor de dioxid de carbon ale industriei și de metan eliberat din permafrost. El afirma că nu ar muri toți oamenii, dar cei care o pot face ar fi obligați să se refugieze pe teritoriul Antarcticii. În trecutul îndepărtat (maximul termal paleocen-eocen), Antarctica avea păduri și crocodili.

### 5. Experimente fizice
Înainte de testarea bombei atomice, o comisie de fizicieni a avut sarcina să calculeze dacă explozia nu va aprinde întreaga atmosferă a Terrei, producând sfârșitul lumii. Comentatorul afirma că ei trebuie să fi avut mare încredere în calculele lor pentru a permite experimentul care risca soarta întregii omeniri. S-a speculat de exemplu că experimentele CERN de la Geneva ar putea produce o gaură neagră care ar scăpa de sub control și ar înghiți tot Pământul. Pentru viitor nu există nicio garanție că experimentele științifice nu vor produce sfârșitul lumii.

### 6. Pandemie naturală
O boală apărută în mod natural ar putea eradica omenirea.

### 7. Extratereștri ostili
Dacă niște extratereștri ostili ar ajunge pe Terra, ei ar putea eradica oamenii (specia Homo sapiens).

### 8. Erupția unui super-vulcan
Erupția unui super-vulcan ar putea cauza extincția omenirii, prin efectele climatice. 

### 9. Impact mortal
Prăbușirea unui asteroid sau comete ar putea produce extincția omenirii.

### 10. Colaps stelar
O supernovă apropiată ar putea distruge planeta.

## Scenarii istorice fictive

### Sir Isaac Newton: Apocalipsa după 2060
Sir Isaac Newton (1642-1727) a studiat texte vechi și a bănuit că sfârșitul lumii s-ar întâmpla nu mai devreme de anul 2060, deși a fost reticent să spună o dată exactă.

### Calendarul mayaș
Convingerea bazată pe calendarul civilizației Maya cum că lumea se va termina brusc pe 21 decembrie 2012 este o concepție greșită, datorită practicii mayașe de folosire doar în cinci locuri în inscripțiile calendaristice pe termen lung. Pe unele monumente există date mayașe calculate departe în trecut și în viitor, dar nu există nicio datare a sfârșitului lumii. Dacă un calcul mayaș calendaristic pe termen lung se termină în 2012 asta nu înseamnă că lumea se va sfârși, ci doar aici s-au oprit cu calculul. Nu va fi un Piktun final (un ciclu de 13.144 zile Bak'tuns) pe 21 decembrie 2012. Un Piktun marchează sfârșitul a 1.872.000 de zile, adică aproximativ o perioadă de 5125 de ani și este un eveniment important în calendarul mayaș. Cu toate acestea, nu există dovezi istorice sau științifice că mayașii ar fi crezut că ar fi o judecată de apoi. Unii cred că această dată va fi doar începutul unui alt Piktun.

### Ipoteza schimbării bruște a polilor
Ipoteza cataclismică a schimbării polilor a fost formulată în 1872. Revizuită în mod repetat în a doua jumătate a secolului al XX-lea, ipoteza spune că axa Pământului, în raport cu suprafața sa, s-ar putea schimba extrem de rapid, provocând cutremure masive, tsunami, distrugeri și schimbări climatice locale. Ipoteza este contrazisă de interpretarea științifică a datelor geologice, care indică faptul că adevăratele schimbări polare se produc, dar foarte lent - pe parcursul a milioane de ani.